# Lepidocyrtus serbicus
Lepidocyrtus serbicus is een springstaartensoort uit de familie van de Entomobryidae. De wetenschappelijke naam van de soort is voor het eerst geldig gepubliceerd in 1933 door Denis.